# Yanglong (sockenhuvudort i Kina, Qinghai Sheng, lat 38,81, long 98,43)
Yanglong (kinesiska: 央隆, 央隆乡) är en sockenhuvudort i Kina. Den ligger i provinsen Qinghai, i den nordvästra delen av landet, omkring 380 kilometer nordväst om provinshuvudstaden Xining. Antalet invånare är 2 404. Befolkningen består av 1 134 kvinnor och 1 270 män. Barn under 15 år utgör 22,0 %, vuxna 15-64 år 73 %, och äldre över 65 år 3,0 %.
Runt Yanglong är det mycket glesbefolkat, med 3 invånare per kvadratkilometer. Det finns inga andra samhällen i närheten. Trakten runt Yanglong består i huvudsak av gräsmarker.
Genomsnittlig årsnederbörd är 393 millimeter. Den regnigaste månaden är juli, med i genomsnitt 95 mm nederbörd, och den torraste är januari, med 2 mm nederbörd.